# Tirreno–Adriatico 2005
Das 40. Radrennen Tirreno–Adriatico fand vom 9. bis 15. März 2005 statt. Es wurde in sieben Etappen über eine Distanz von 1214,4 Kilometern ausgetragen.
Von 184 Starter erreichten 152 Fahrer das Ziel in San Benedetto del Tronto. Zu den zwanzig gesetzten UCI ProTeams wurden die Mannschaften Acqua e Sapone, Ceramica Panaria und Naturino-Sapore di Mare eingeladen.

## Etappen
| Etappe    | Tag      | Start–Ziel               | km    | Etappensieger       | Gelbes Trikot       |
| --------- | -------- | ------------------------ | ----- | ------------------- | ------------------- |
| 1. Etappe | 9. März  | Civitavecchia            | 160   | Alessandro Petacchi | Alessandro Petacchi |
| 2. Etappe | 10. März | Civitavecchia–Tivoli     | 181   | Óscar Freire        | Óscar Freire        |
| 3. Etappe | 11. März | Tivoli–Torricella Sicura | 215   | Óscar Freire        | Óscar Freire        |
| 4. Etappe | 12. März | Teramo–Servigliano       | 160   | Óscar Freire        | Óscar Freire        |
| 5. Etappe | 13. März | Saltara                  | 170,4 | Servais Knaven      | Óscar Freire        |
| 6. Etappe | 14. März | Civitanova Marche        | 164   | Alessandro Petacchi | Óscar Freire        |
| 7. Etappe | 15. März | San Benedetto del Tronto | 164   | Alessandro Petacchi | Óscar Freire        |